# リトルロック (アーカンソー州)

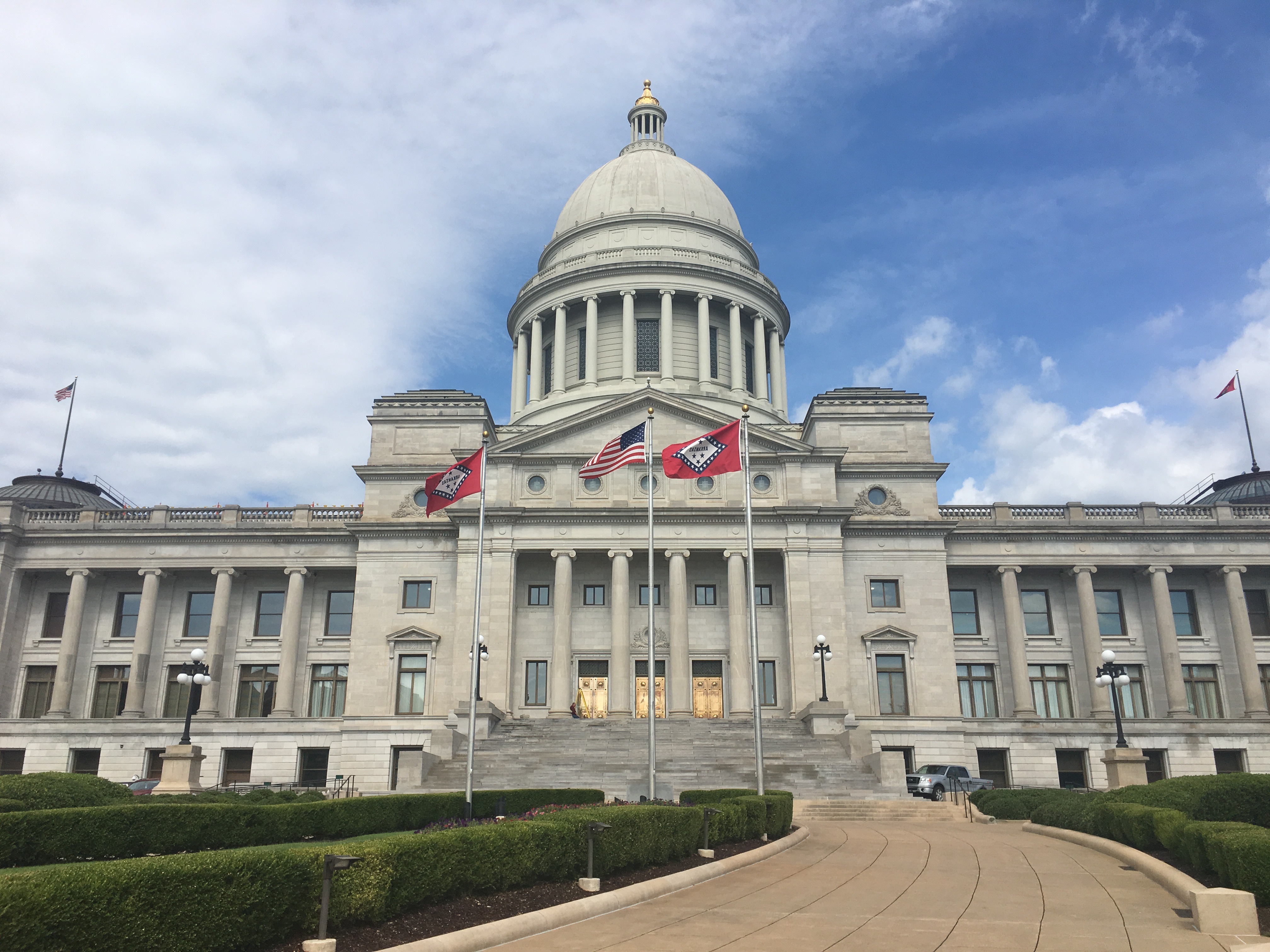
州議事堂

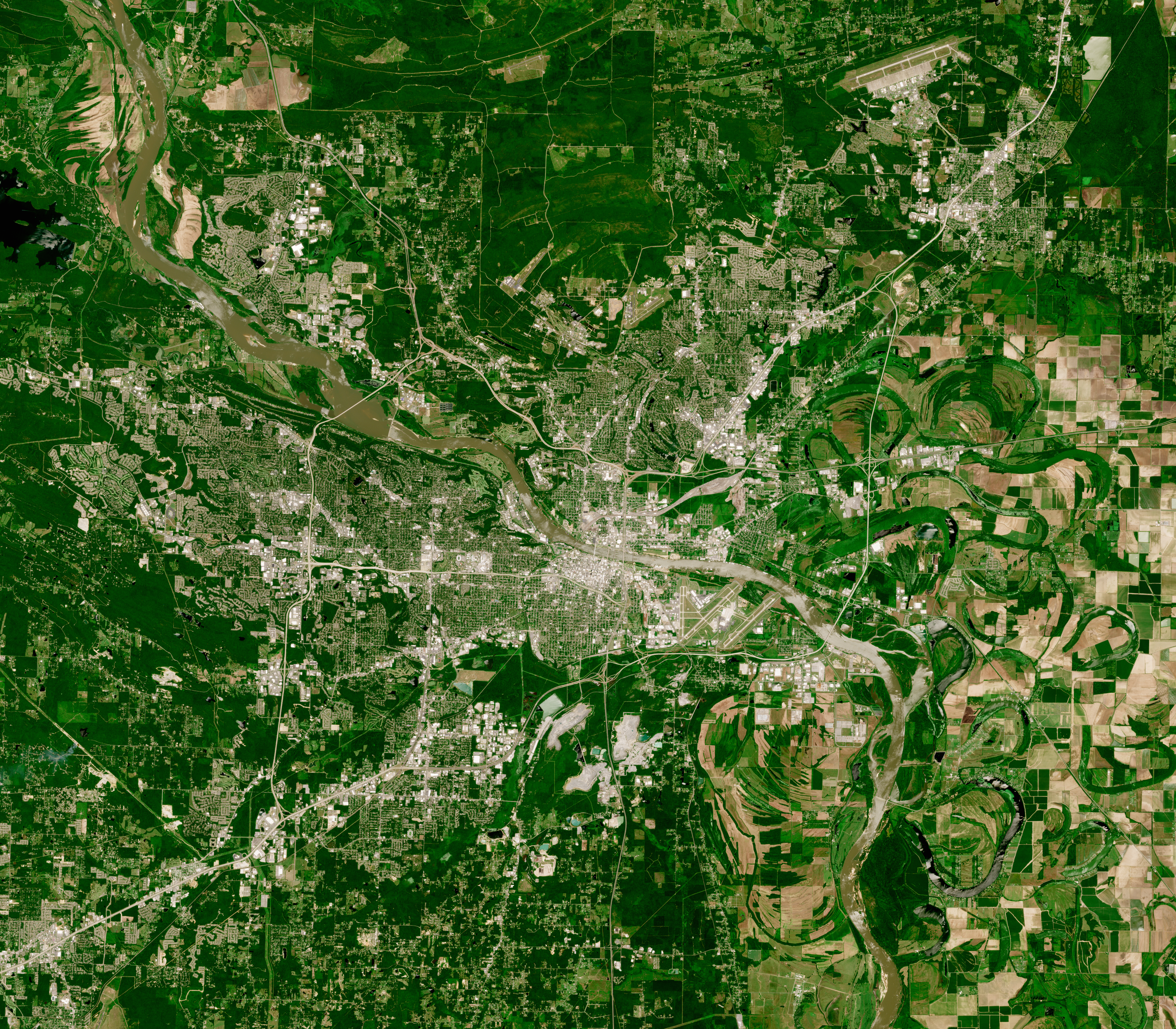
リトルロック衛星画像（2020年）

リトルロック（Little Rock）は、アメリカ合衆国アーカンソー州の州都。人口は20万2591人（2020年）で州内最大である。都市圏人口は約74万人である。州中央部、アーカンソー川の南岸に位置する。
市名はアーカンソー川南岸に積み上げられた岩で、河川交通のランドマークであったLa Petite Roche（英語で"little rock"）に由来する。

## 年表
- 1722年 - フランス人開拓者ベルナール・ド・ラ・アルプ'がアーカンソー川南岸に積み上げられた岩のランドマークの近くに上陸し、La Petite Roche（the little rock）と名付けた。ド・ラ・アルプはその近くに通商交易所を設けた。周辺にはインディアンのクアポー族（アーカンサス族）が住んでいた。
- 1812年 - 毛皮罠猟師のウィリアム・ルイスがこの地に家を建てた。
- 1819年 - アーカンソー準州が成立した。クアポー族は他州へ強制移住させられた。
- 1820年 - リトルロックが国勢調査の対象となった。
- 1821年 - リトルロックがアーカンソー準州の州都になった。
- 1831年 - リトルロックが正式に市となった。
- 1836年 - アーカンソー州が連邦25番目の州に昇格、リトルロックが州都となった。
- 1861年 - アーカンソー州が南部連合に加入した。
- 1863年 - 北軍がリトルロックを占拠した。
- 1874年 - ブルックス・バクスターの政争がリトルロックで勃発。アーカンソー州共和党は以後100年にわたって分裂状態となる。
- 1911年 - 現在のアーカンソー州会議事堂が完成。3番目の庁舎にあたる（前の2つも現存する）。
- 1916年 - 西郊のプラツキハイツ市を合併、西への市域拡大が始まる。
- 1957年 - 公民権運動の最中、Little Rock Nineと呼ばれる、9人の黒人学生がついにリトルロック・セントラル高校への入学を認められたが、これに抗議するため白人の市民が大挙して学校を取り巻き、学生の登校を妨害した。当時の州知事であるオーヴァル・ユージン・フォーバスまでが白人群衆側に就き州兵を動員して黒人の新入生を排除する構えを見せたため、アメリカ合衆国の中央政府は連邦軍の精鋭部隊である第101空挺師団を派遣して介入、黒人学生の登校を護衛した（リトルロック高校事件）。
- 1992年 - アーカンソー州初の大統領となったビル・クリントンがダウンタウンの旧州会議事堂前で就任演説を行った。
- 2004年 - クリントン図書館がリトルロックのダウンタウンに開館した。

## 地理
リトルロックは、北緯34度44分10秒 西経92度19分52秒 / 北緯34.73611度 西経92.33111度(34.736009, -92.331122)に位置し、大阪市とほぼ同緯度にある。
アメリカ合衆国統計局によると、リトルロック市は総面積302.5 km2（116.8 mi2）である。このうち301.0 km2（116.2 mi2）が陸地で1.6 km2（0.6 mi2）が水地域である。
総面積の0.52%が水地域となっている。
リトルロック市はアーカンソー州中央部、アーカンソー川の南岸に位置する。川の対岸はノースリトルロック市である。2本の小川が市を流れ、アーカンソー川に流れこむ。市の西側はアーカンソー州西部からオクラホマ州東部にまたがるワシタ山地の丘陵地帯である。市境の北西にはピナクル山とモーメル湖がある。モーメル湖はリトルロックの水道水源となっている。

## 名所

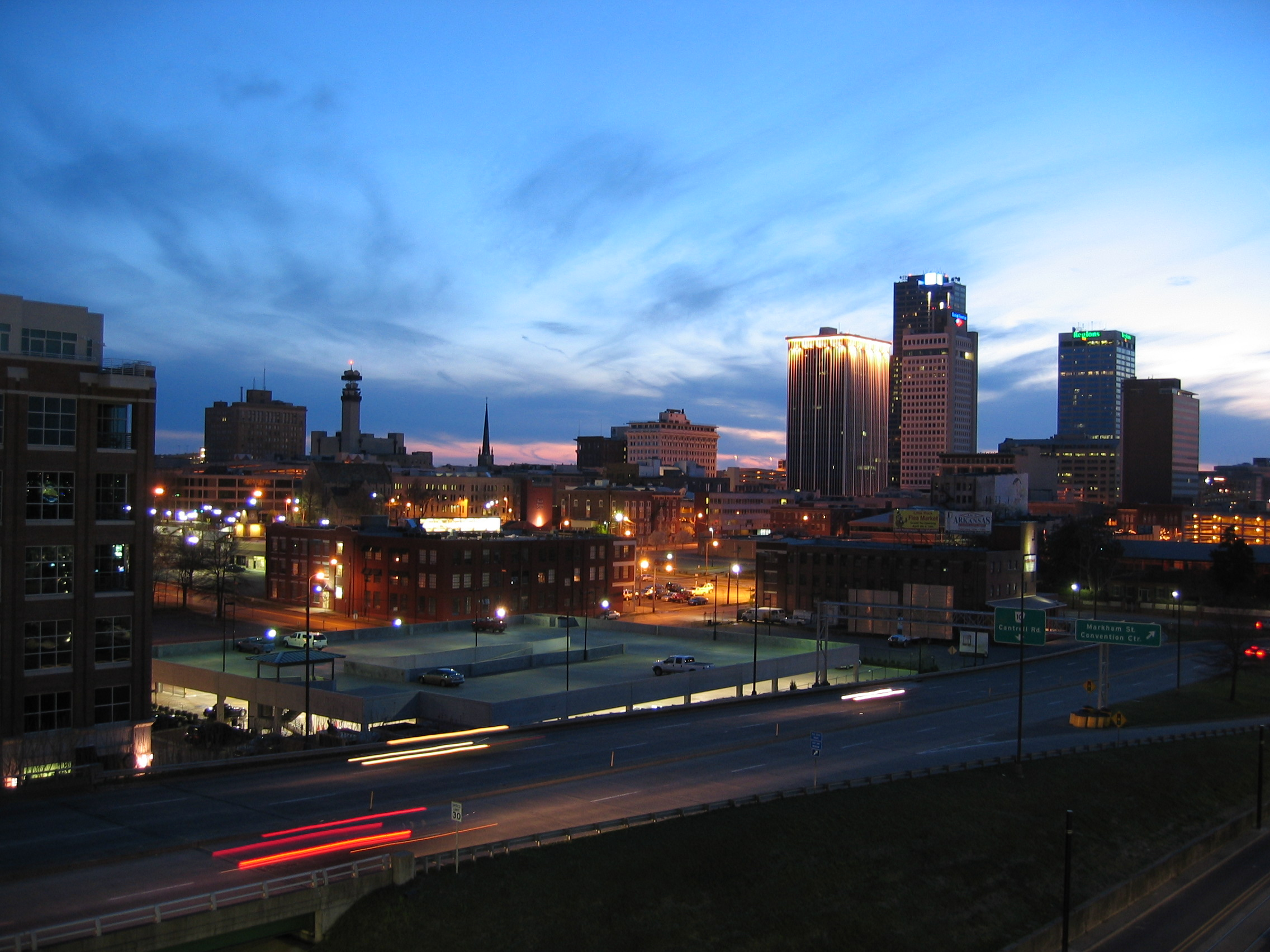
夕暮れの市街地

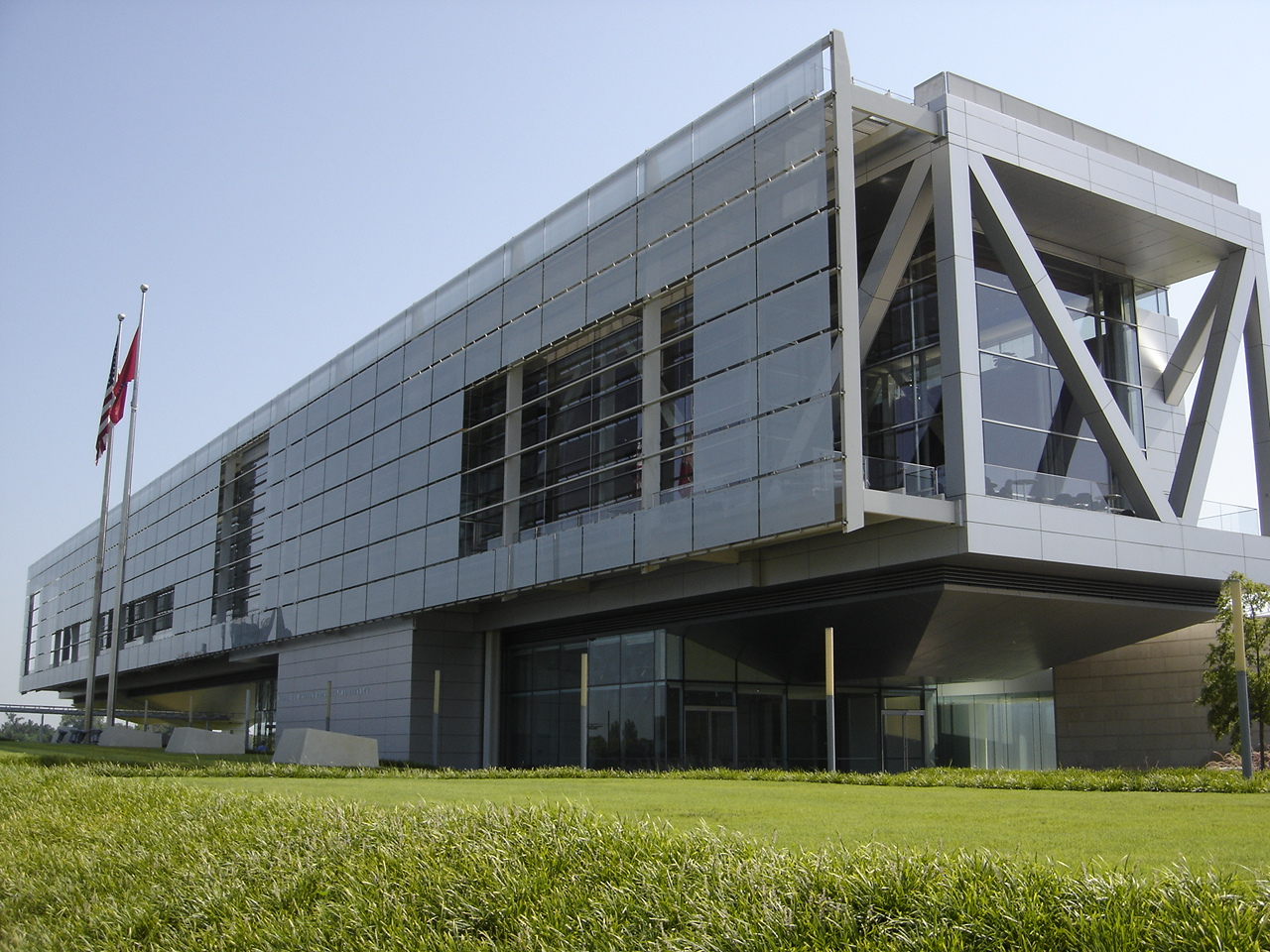
クリントン記念館

リトルロックは州都のため、博物館・文化施設が充実している。また、豊かな自然環境を活かした施設も多く抱えている。
- 宇宙航空教育センター - IMAXシアター・エピスフィアデジタルドームシアター
- アーカンソー植物園 - ピナクル山州立公園内
- アーカンソー美術館 - 州最大の美術館で、豊富な絵画のコレクションや子供劇場の製作で知られる。
- アーカンソー・ディスカバリー博物館（アーカンソー科学歴史博物館）
- アーカンソー・レパートリー・シアター（専属の劇団が公演する）
- アーカンソー川トレイル
- アーカンソー州会議事堂
- クリントン記念館 - ビル・クリントンの2期にわたる大統領任期についての史料を多く集めた博物館・図書館
- ハイファー・インターナショナル（Heifer International）本部
- アーカンソー歴史博物館
- リトルロック・セントラル高校
- リトルロック動物園
- マッカーサー・アーカンソー軍事歴史博物館
- オールド・ステート・ハウス（旧州会議事堂） - 現在はアーカンソー近代史博物館となっている。
- ピナクル山州立公園 - リトルロック市の北西にある自然公園。
- リバーフロント・パーク - ダウンタウンにあり、毎年開かれるリバーフロント音楽祭の会場となっている。La Petite Roche（the little rock）の跡地。
- リバー・マーケット地区 - かつてはダウンタウンの倉庫地区であった。伝統的な市場のようなマーケット・ホールや農協（4月～10月の季節限定）に加え、各種ショップ、レストラン、バー、ギャラリーを多く抱えるショッピング・エリアへと再生した。
- ロビンソン・センター音楽ホール - アーカンソー交響楽団の本拠地。

## 人口動静
2000年現在の国勢調査で、リトルロック市は人口183,133人、世帯数77,352、46,488家族が暮らしている。人口密度は608.5人/km2（1,576.0人/mi2）である。281.7軒/km2（729.7軒/mi2）の密度で84,793軒の住宅が建っている。
同市の人口構成を人種別に見ると白人55.07%、アフリカ系アメリカ人40.41%、インディアン0.27%、アジア人1.66%、太平洋諸島系0.03%、その他の人種1.28%、及び混血1.28%である。人口の2.67%はヒスパニックまたはラテン系である。
同市の77,352世帯のうち、18歳未満の子供がいる世帯は28.6%、結婚・同居している世帯は40.5%、未婚・離婚女性が世帯主である世帯は16.1%、非家族世帯は39.9%である。単身世帯は33.8%、65歳以上の老人1人暮らしの世帯は9.1%である。世帯の平均構成人数は2.30人、家族の平均構成人数は2.98人である。
同市の人口構成を年齢別に見ると18歳未満24.7%、18-24歳10.0%、25-44歳31.7%、45-64歳22.0%、65歳以上11.6%となっている。年齢の中央値は34歳である。性比は女性100人あたり男性89.2人である。18歳以上では女性100人あたり男性は85.0人である。
同市の世帯の収入の中央値は37,572米ドルであり、家族の収入の中央値は47,446米ドルである。収入の中央値を性別で見ると男性35,689米ドルに対して女性は26,802米ドルである。同市の1人当たり収入 (per capita income) は23,209米ドルである。人口の14.3%は貧困線以下である。18歳未満の20.9%及び65歳以上の9.0%は貧困線以下の生活を送っている。

## 治安
リトルロックの治安はあまり良いほうではなく、モーガン・クイットノー社（Morgan Quitno）の「全米の危険な都市」ランキングではたびたびワースト25に入る。同社2004年調査では23位、2005年調査では25位であった。特にパインブラフ市周辺の治安が悪く、同社の「全米で最も危険な都市圏」ランキングでは1998年から2003年まで毎年ワースト1であった（注）。その後改善傾向にはあるものの、2005年調査でもワースト11位であった。同年の調査では、リトルロック都市圏もワースト14位であった。
（注）2002年はパインブラフ都市圏のデータが提出されなかったため、ランキングには入っていない。

## 教育
アーカンソー大学システム下の2校、アーカンソー大学リトルロック校とアーカンソー大学医学部がリトルロックに立地する（アーカンソー大学の本部キャンパスは州北西部のフェイエットビルに位置する）。

## 交通
市の玄関口となる空港はクリントン・ナショナル空港である。
リトルロックはI-30・I-40の2本の州間高速道路の合流点に当たる。I-30はテキサス州ダラス・フォートワースに通じている。I-40はカリフォルニア州とノースカロライナ州を結び、大陸を横断する。西はオクラホマシティへ、東はメンフィスへとそれぞれ通じている。その他にもいくつかの高速道路がリトルロック都市圏内を走っている。I-530はリトルロックを起点とし、南東郊のパインブラフ市に至る。
アムトラックの駅があり、シカゴとロサンゼルスをサンアントニオ経由で結ぶテキサス・イーグル号が停車する。シカゴ方面へは途中セントルイスを、サンアントニオ方面へはダラスをそれぞれ通る。
グレイハウンドのバスターミナルはノース・リトルロック市にある。ダラス・ニューオーリンズ・メンフィス・セントルイスといった主要都市のほか、温泉の湧く保養都市ホットスプリングス市へもバスの便がある（所要約1時間）。
ダウンタウンには、メトロ・ストリートカーという古風な路面電車が走っている。また、アーカンソー中部交通局（CAT）の運営する路線バスが都市圏内を縦横に走っている。

## スポーツ
- アーカンソー・トラベラーズ - 野球 , テキサスリーグ (Texas League)
- アーカンソー・ツイスターズ - アリーナフットボール , Af2 (Af2)
- アーカンソー・リムロッカーズ - バスケットボール , NBADL
- アーカンソー・リノス - アメリカンフットボール , ノースアメリカンフットボールリーグ (North American Football League)

## 姉妹都市
- 長春市、中華人民共和国
- ラグーザ、イタリア
- 高雄市、中華民国
- モンス、ベルギー
- パチューカ、メキシコ
- 河南市、大韓民国

## 友好都市
- キングストン・アポン・ハル、イギリス

## 出身者
- ブルックス・ロビンソン - メジャーリーガー
- トラビス・ウッド - メジャーリーガー
- ダグラス・マッカーサー - 軍人
- ウェズリー・クラーク（英語版） - 退役軍人。シカゴ生まれ、高校時代を過ごした
- ジョン・グールド・フレッチャー - 詩人
- チェルシー・クリントン - ビル・クリントンの娘
- エヴァネッセンス - ロックバンド
- カルロス・ハスコック - 軍人
- ジョン・コシンスキー - レーシングライダー。世界選手権GP250王者・世界選手権スーパーバイク王者